# Хараламби Натов
Хараламби (Лало) Натов e български свещеник и просветител.

## Биография
Роден е през 1833 година в Копривщица и произхожда от стар свещенически род. За първи път Лало Натов постъпва учител през 1860 година в с. Ениджия. Той е непримирим противник на гръкоманите в селото. Премества се в с. Булгаркьой, а на следващата година в с. Дерекьой, Малкотърновско, където учителства три години (1865 – 1868). През 1869 година се прибира в Копривщица. През 1870 г. е ръкоположен от епископ Доротей за български православен енорийски свещеник при българската църква „Св. Константин и Елена“ в квартал Киришханата в Одрин. Там Хараламби Натов прослужва три години и към средата на 1873 г., по молба на копривщенеца – пловдивският митрополит Панарей, е назначен за архиерейски наместник в Копривщица.
Умира на 16 май 1912 г. на 79-годишна възраст.